# ثلاث دقائق (لوست)
"ثلاث دقائق" هي الحلقة 47 من مسلسل لوست، والحلقة 22 من الموسم الثاني. أخرج الحلقة ستيفن ويليامز، وكتبها إدوارد كيتسيس وآدم هورويتز. تم بثها لأول مرة في 17 مايو 2006 على قناة ABC. تُظهر الحلقة شخصية مايكل داوسون في حالة صراع عاطفي من خلال الفلاشباك. كما تمثل الحلقة نقطة تحول لـ مستر إيكو، حيث ينتقل من مشروع بناء الكنيسة إلى دوره الذي عيّنه لنفسه بإدخال الأرقام في الكمبيوتر.

## القصة

### الفلاشباك
قبل ثلاثة عشر يومًا، يطلب مايكل من لوك الحصول على مسدس. على الرغم من تعاون لوك، إلا أن مايكل يصيبه بضربة تفقده الوعي، ثم يتجه إلى الكمبيوتر لتلقي تعليمات حول كيفية العثور على ابنه والت. يصل جاك بشكل غير متوقع؛ فيواجهه مايكل ويحبسه هو ولوك في مخزن الأسلحة، قبل أن ينطلق لإنقاذ والت. في طريقه، يتم القبض عليه من قبل "الآخرين" ويتم نقله إلى موقع آخر. هناك، يستقبله السيد فريندلي وعدد من "الآخرين"، قبل وقت قصير من لقاء السيد فريندلي مع الناجين في حلقة "فرقة الصيد". عندما يكون مايكل وحده مع أليكس، تخبره أن السيد فريندلي يرسل لهم رسالة فقط لإخافتهم. ثم تسأل أليكس مايكل عن كلير وطفلها. يتم جر مايكل إلى معسكر "الآخرين"، حيث يبدو أنهم يعيشون في خيام مؤقتة. تقدم امرأة تُعرف نفسها باسم "السيدة كلو" وتطرح أسئلة عن طفولة والت. في النهاية، توضح أنها تريد من مايكل العودة إلى معسكره لتحرير هنري غيل. يطالب مايكل برؤية والت، فتوافق وتعطيه ثلاث دقائق للتحدث. يتحد مايكل مع ابنه، الذي يخبره أنهم يجعلونه يجري "اختبارات"، ويحذره من أن "الآخرين" ليسوا كما يدعون. تهدد السيدة كلو والت بأنه سيتم إرساله إلى "الغرفة" إذا كشف أي شيء، ويتم أخذ والت بعيدًا بعد أن يلقي بنفسه على مايكل، متوسلًا إليه إنقاذه. تخبر السيدة كلو مايكل أنه هو ووالت سيتم إطلاق سراحهما إذا أحضر أربعة أشخاص من معسكره إلى "الآخرين". تعطيه ورقة تحتوي على الأسماء: جاك، كيت، "جيمس فورد" (سوير)، وهيرلي. وتؤكد أن مايكل يجب أن يعود برفاقه إذا كان يريد رؤية والت مرة أخرى. يوافق مايكل، لكنه يطالب أيضًا بأن يحصل هو ووالت على قارب في المقابل.

### على الجزيرة
يتناقش مايكل مع الناجين الآخرين حول من يجب أن يرافقه إلى معسكر "الآخرين". لا يخبرهم بتعليماته، لكنه يصر على تقليل العدد إلى الأسماء الموجودة على الورقة. عندما يخبر سوير مايكل بأنه قام بتجنيد سعيد، يعترض مايكل ويخبر سعيد مباشرة أنه لن يأتي. كما يفشل مايكل في إقناع هيرلي بالذهاب، على الرغم من تذكيره بأن ليبي قد قُتلت. يشك سعيد في أن مايكل قد "تم اختراقه" من قبل "الآخرين"، ويقرر العمل على خطة جديدة مع جاك لمحاولة إتخاذ خطوة إستباقية. على الشاطئ، يجلب تشارلي مجموعة أدوات تحمل شعار دارما، تحتوي على لقاح وحقنة هوائية، لكلير لاستخدامها هي وآرون. لاحقًا، يكافح تشارلي لبناء الكنيسة، بينما يقترب منه فينسنت بتمثال مريم العذراء، الذي يحتوي على الهيروين. يتبع تشارلي فينسنت إلى مخبأ سوير السري ويكتشف التماثيل الأخرى. يقرر تشارلي رميها جميعًا في المحيط، ويلاحظ لوك أن تشارلي قد تغلب على شياطينه. خلال جنازة ليبي وآنا لوسيا، بينما يقف الناجون حول قبريهما، يزيل لوك الجبائر ويبدأ في المشي مرة أخرى بدون عكازات. بعد أن يقول كلمات قليلة عن ليبي، يخبر هيرلي مايكل، الذي يبدو عليه الارتياح، أنه سينضم إلى رحلته إلى معسكر "الآخرين". في هذه الأثناء، يتم مقاطعة الجنازة عندما ترى صن فجأة قاربًا يقترب من الجزيرة.

## الإستقبال
شاهد الحلقة مباشرةً 14.67 مليون مشاهد أمريكي. وصنفتها IGN كواحدة من أفضل 60 حلقة في المسلسل، وأشارت إلى أنها واحدة من الحلقات القليلة التي تدور أحداثها بالكامل على الجزيرة، بما في ذلك الفلاشباك.